# Liste der Wiener Parks und Gartenanlagen/Liesing
Diese Liste umfasst jene Parks und Gartenanlagen, die sich im 23. Wiener Gemeindebezirk Liesing befinden und einen Namen tragen:
| Name                       | Bild | Standort                                                    | Jahr der Errichtung       | Benannt nach                                                                                         | Fläche in m² | Bauten                                                 | Kunstobjekte                                                              | Naturdenkmäler                                                | Anmerkungen |
| -------------------------- | ---- | ----------------------------------------------------------- | ------------------------- | --- | ------------ | ------------------------------------------------------ | ------------------------------------------------------------------------- | ------------------------------------------------------------- | --- |
| Bertha-Neumann-Park        |      | Rudolf-Waisenhorn-Gasse Koordinaten                         | 2017 (Benennung)          | Bertha Neumann                                                                                       | 860          |                                                        |                                                                           |                                                               | |
| Bruno-Morpurgo-Park        |      | Endresstraße Koordinaten                                    | 2008 (Benennung)          | Bruno Morpurgo (1875–1917), Komponist                                                                | 8.020        |                                                        |                                                                           | 814 (Trauerweide)                                             | |
| Dr.-Rudolf-Hatschek-Park   |      | Schrailplatz Koordinaten                                    | 1954 (Benennung)          | Rudolf Hatschek (1874–1939), Armenarzt und Opfer des Faschismus                                      | 1.540        |                                                        | Gedenkstein für Franz Schubert                                            |                                                               | |
| Draschepark                |      | Sterngasse Koordinaten                                      |                           | Heinrich Drasche                                                                                     | 171.140      |                                                        |                                                                           |                                                               | |
| Druk-Yul-Park              |      | zwischen Rosenhügelstraße und Speisinger Straße Koordinaten | 2006 (Benennung)          | der landessprachlichen Form von Bhutan (Land des Donnerdrachens)                                     | 2.470        |                                                        | ein kleiner Chörten (2010), eine Mani-Wand (2012), ein Vogeltränkebrunnen |                                                               | Namensgebung im Zusammenhang mit einer entwicklungspolitischen Schwerpunktsetzung                                         |
| Engelbert-Schliemann-Park  |      | Ketzergasse Koordinaten                                     | 1962                      | Engelbert Schliemann (1877–1955), Ortsvorsteher von Rodaun                                           | 2.220        |                                                        | Statue des Hl. Donatus (1730)                                             |                                                               | Donatusstatue unter Schutz                                                                                                |
| Fridtjof-Nansen-Park       |      | Rudolf-Zeller-Gasse Koordinaten                             |                           | Fridtjof Nansen                                                                                      | 56.550       |                                                        | Denkmal für Nansen (Wilfan)                                               |                                                               | |
| Friedrich-Khek-Anlage      |      | Seybelgasse Koordinaten                                     |                           | Friedrich Khek (1874–1950), Bürgermeister von Liesing                                                | 1.400        | Grundmauern der kriegszerstörten alten Servatiuskirche |                                                                           |                                                               | |
| Hans-Dunkl-Park            |      | Kolbegasse Koordinaten                                      | 1995 (Benennung)          | Hans Dunkl junior (1917–1991), Bezirksvorsteher-Stellvertreter                                       | 8.130        |                                                        |                                                                           |                                                               | |
| Harry-Glück-Park           |      | Wohnpark Alterlaa Koordinaten                               | 2015 (Benennung)          | Harry Glück                                                                                          | 130.000      |                                                        |                                                                           |                                                               | Um den Wohnpark Alt-Erlaa, der von Glück geplant wurde                                                                    |
| Hedy-Wunsch-Park           |      | Erilaweg Koordinaten                                        | 2018 (Benennung)          | Hedwig Wunsch (1934–2016), Tischtennisspielerin, 1957 Staatsmeisterin im Damen-Einzel                | 9.000        |                                                        |                                                                           |                                                               | |
| Herbert-Mayr-Park          |      | Haeckelstraße Koordinaten                                   |                           | Herbert Mayr (1909–1984), Träger Goldener Ehrenzeichen für Verdienste um Österreich und Wien         | 11.580       |                                                        |                                                                           |                                                               | |
| Josef-Schoiswohl-Park      |      | Anton-Krieger-Gasse Koordinaten                             | 2002 (Benennung)          | Josef Schoiswohl                                                                                     | 840          |                                                        |                                                                           |                                                               | |
| Margarete-Ottillinger-Park |      | Rudolf-Zeller-Gasse Koordinaten                             | 2017 (Benennung)          | Margarethe Ottillinger (1919–1992), Handelswissenschaftlerin, Wirtschaftsmanagerin, Beamtin, Mäzenin | 12.100       |                                                        |                                                                           |                                                               | |
| Mayer-von-Rosenau-Park     |      | Endresstraße Koordinaten                                    | 1954 (Benennung)          | David Silvester Mayer von Rosenau (1851–1943), Lehrer und Lokalhistoriker                            | 1.070        |                                                        |                                                                           | 583 (Schwarzkiefer)                                           | |
| Michael-Bausback-Park      |      | Erlaaer Platz Koordinaten                                   | 1988 (Anlage des Platzes) | Michael Bausback (1756–1831), Ortsrichter von Atzgersdorf                                            | 4.750        |                                                        |                                                                           |                                                               | |
| Ölzeltpark                 |      | Ölzeltgasse Koordinaten                                     | 1932                      | Anton Ölzelt                                                                                         | 10.790       |                                                        |                                                                           | 551 (Gruppe mehrerer Bäume)                                   | Ehemaliger Garten von Oelzelts Villa                                                                                      |
| PaN-Park                   |      | Ostrandstraße Koordinaten                                   | 2011 (Benennung)          | PaN („Partner aller Nationen“) – Dachverband der österreichisch-ausländischen Gesellschaften         | 14.420       |                                                        |                                                                           |                                                               | |
| Maurer Rathauspark         |      | Speisinger Straße Koordinaten                               |                           | dem Rathaus der ehemals selbständigen Gemeinde Mauer                                                 | 13.980       |                                                        | Magna-Mater-Brunnen (Hanak, 1925), Figur „Athlet“ (Thiede, 1926)          |                                                               | Kunstobjekte unter Schutz                                                                                                 |
| Inzersdorfer Schubertpark  |      | Purkytgasse Koordinaten                                     |                           | Franz Schubert                                                                                       | 3.600        |                                                        | Schubert-Gedenkstein                                                      |                                                               | |
| Kalksburger Schubertpark   |      | Lodererweg Koordinaten                                      | 1928                      | Franz Schubert                                                                                       | unbekannt    | Fellnersteg (1969)                                     |                                                                           |                                                               | |
| Maurer Schubertpark        |      | zwischen Kaserngasse und Rielgasse Koordinaten              | 1927                      | Franz Schubert                                                                                       | 440          |                                                        |                                                                           | 813 (Winterlinde)                                             | |
| Stadtpark Atzgersdorf      |      | Breitenfurter Straße 267 Koordinaten                        | 2023                      | dem Bezirksteil Atzgersdorf                                                                          | 27.000       | Kandlkapelle                                           |                                                                           | 241 (Schwarzkiefer), 242 (Eibe), 243 (Esche), 244 (Zerreiche) | Ehemaliger Standort einer Mühle mit Herrenhaus, später der 1968 abgerissenen Villa Pollak, bis 2021 Campingplatz Wien Süd |